# Köln-Düsseldorfer Deutsche Rheinschiffahrt
Die Köln-Düsseldorfer Deutsche Rheinschiffahrt GmbH, abgekürzt KD, steht in der Tradition der Betriebsgemeinschaft Kölnische und Düsseldorfer Gesellschaft für Rhein-Dampfschiffahrt, die 1853 von zwei Reedereien aus Köln und Düsseldorf gebildet wurde. Erst durch Verschmelzungsvertrag vom 16. Mai 1967 ging die 1836 gegründete Düsseldorfer in der zehn Jahre älteren Kölner Gesellschaft auf, die dabei den neuen Namen Köln-Düsseldorfer Deutsche Rheinschiffahrt Aktiengesellschaft annahm. Mit einer Flotte von dreizehn Schiffen ist die KD Marktführer für Vergnügungs- und Linienfahrten auf den Flüssen Rhein, Main und Mosel. Traditionelle Ausflugsziele sind die Attraktionen des Mittelrheins oder spezielle Veranstaltungen wie Rhein in Flammen. Seit 2022 ist die KD wieder im Flusskreuzfahrtgeschäft aktiv und bietet seit 2024 auf dem eigenen Hotelschiff KD Moment ganzjährig Eventkreuzfahrten an.
Die KD war bis zum Delisting im Juli 2017 eine der ältesten durchgehend börsennotierten Aktiengesellschaften der Welt.

## Vorgeschichte

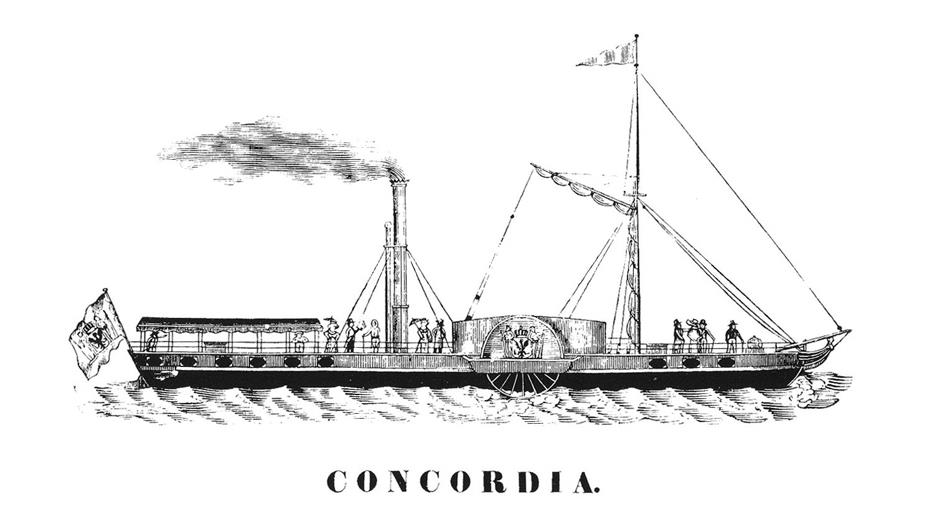
Die Concordia, das erste deutsche Dampfschiff auf dem Rhein

Am 3. Oktober 1825 konstituierte sich in Köln unter der Leitung des Kaufmanns Peter Heinrich Merkens die Preußisch-Rheinische Dampfschiffahrt-Gesellschaft (PRDG). Der preußische Innenminister Friedrich von Schuckmann genehmigte die Statuten der Kölner Gesellschaft am 11. Juni 1826. Schon vorher, am 24. Januar 1826, hatte die PRDG bei der Nederlandsche Stoomboot Maatschappij Fijenoord-Werft in Nieuw-Lekkerland ein Glattdeck-Dampfschiff für den kombinierten Personen- und Güterverkehr bestellt, das Mitte 1827 ausgeliefert werden sollte. Dieses Schiff war baugleich mit dem kurz zuvor von der Dampfschiffahrt-Gesellschaft für Rhein und Main (DGRM) bestellten hölzernen Raddampfer Concordia. Bei den Probefahrten stellte sich heraus, dass dieser Schiffstyp konstruktionsbedingt nicht für Fahrten auf dem Oberrhein geeignet war, sodass die DGRM der PRDG anbot, das Schiff in einer Betriebsgemeinschaft auf dem Mittelrhein zu nutzen. Am 1. Mai 1827 nahm die PRDG mit diesem Dampfer den Betrieb im Personen- und Eilgüterdienst auf der Strecke von Mainz bis Köln auf. Am 8. Juni 1827 konnte auch der zweite Dampfer, die Friedrich Wilhelm, in Dienst gestellt werden. Ab 1832 soll das Unternehmen an der Kölner Börse notiert worden sein.
Am 18. Mai 1836 gründeten Mainzer, Elberfeld-Barmer und Düsseldorfer Kaufleute die Dampfschiffahrts-Gesellschaft für den Nieder- und Mittelrhein (DGNM) mit Sitz in Düsseldorf. Die Preußische Regierung erteilte der DGNM am 22. September 1836 die Genehmigung für den Fahrbetrieb auf dem mit der PRDG identischem Fahrgebiet zwischen Köln und Mannheim. Ab 1838 nahm die DGNM mit fünf Dampfschiffen den Betrieb auf. In den Folgejahren entbrannte zwischen den beiden Gesellschaften und einer niederländischen Reederei, der Nederlandsche Stoomboot Maatschappij, ein unerbittlicher Konkurrenzkampf. Außer von Preissenkungen und Wettfahrten zur Kundengewinnung wurde in den 1840er Jahren auch von gegenseitigen Schiffsrammungen berichtet.

## Geschichte

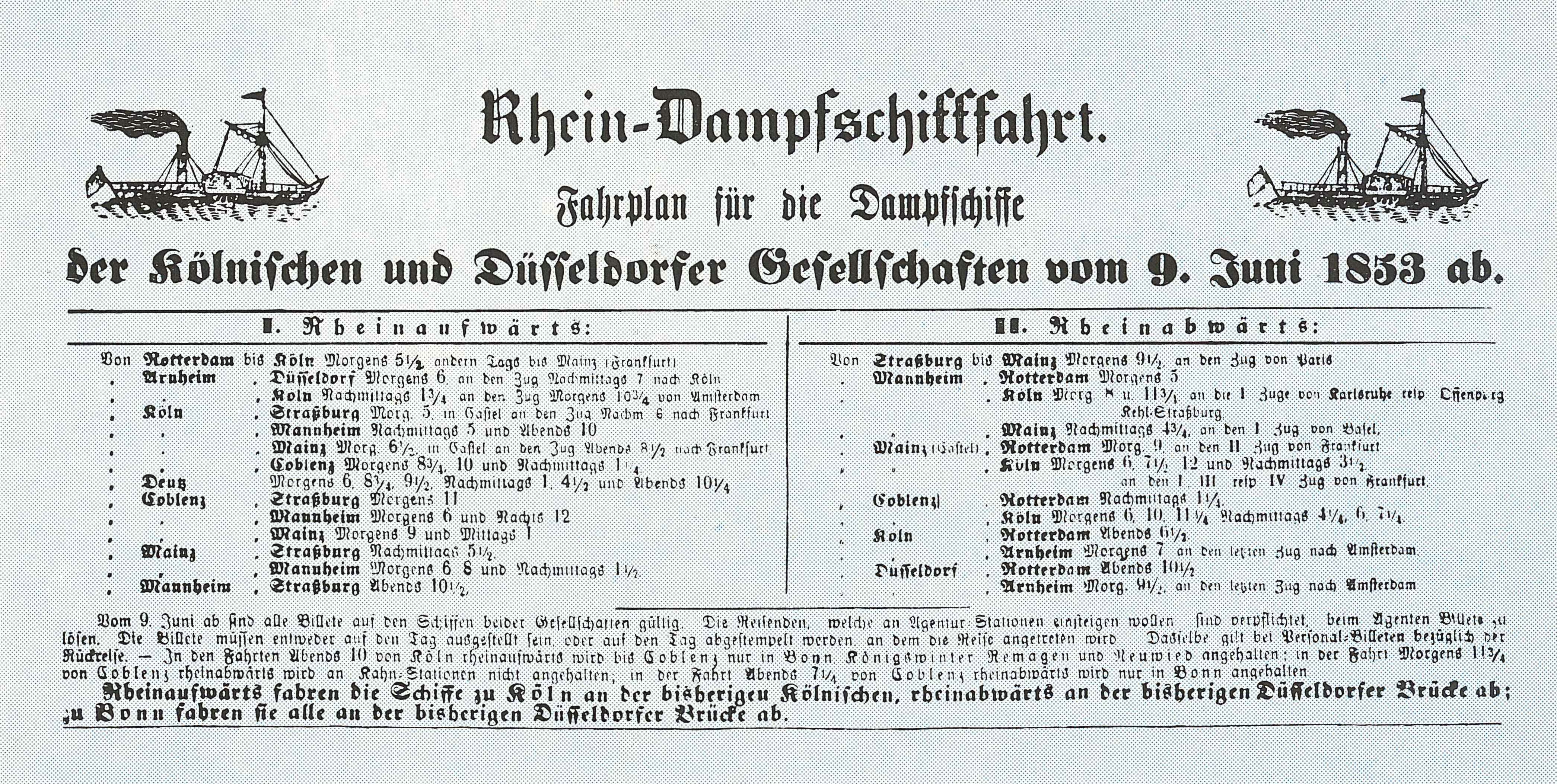
Fahrplan vom 9. Juni 1853

Am 9. Juni 1853 gründeten die PRDG und die DGNM die Betriebsgemeinschaft Kölnische und Düsseldorfer Gesellschaft für Rhein-Dampfschiffahrt, weil die Unternehmen unter den Gegebenheiten nicht wirtschaftlich zu führen waren. Fortan betrieben die beiden weiterhin selbständigen Reedereien ihre Schiffe zwischen Rotterdam und Straßburg mit einem gemeinsamen Fahrplan. Der Vertrag wurde zunächst für eine Dauer von sechs Jahren geschlossen. Bei der unbefristeten Verlängerung dieses Vertrages am 15. April 1859 legten die Gesellschaften fest, die Strecke von Mannheim nach Straßburg nicht mehr zu bedienen, da diese durch den Bau einer Eisenbahnstrecke insbesondere im Güterverkehr nicht mehr wirtschaftlich zu betreiben war. Die Reedereien vereinbarten zudem, dass sie jeweils abwechselnd Schiffsneubauten zur Modernisierung der Flotte beauftragen würden. Im Jahre 1860 wurden insgesamt 1,2 Millionen Fahrgäste befördert, die beiden Reedereien besaßen jeweils 14 Dampfschiffe.

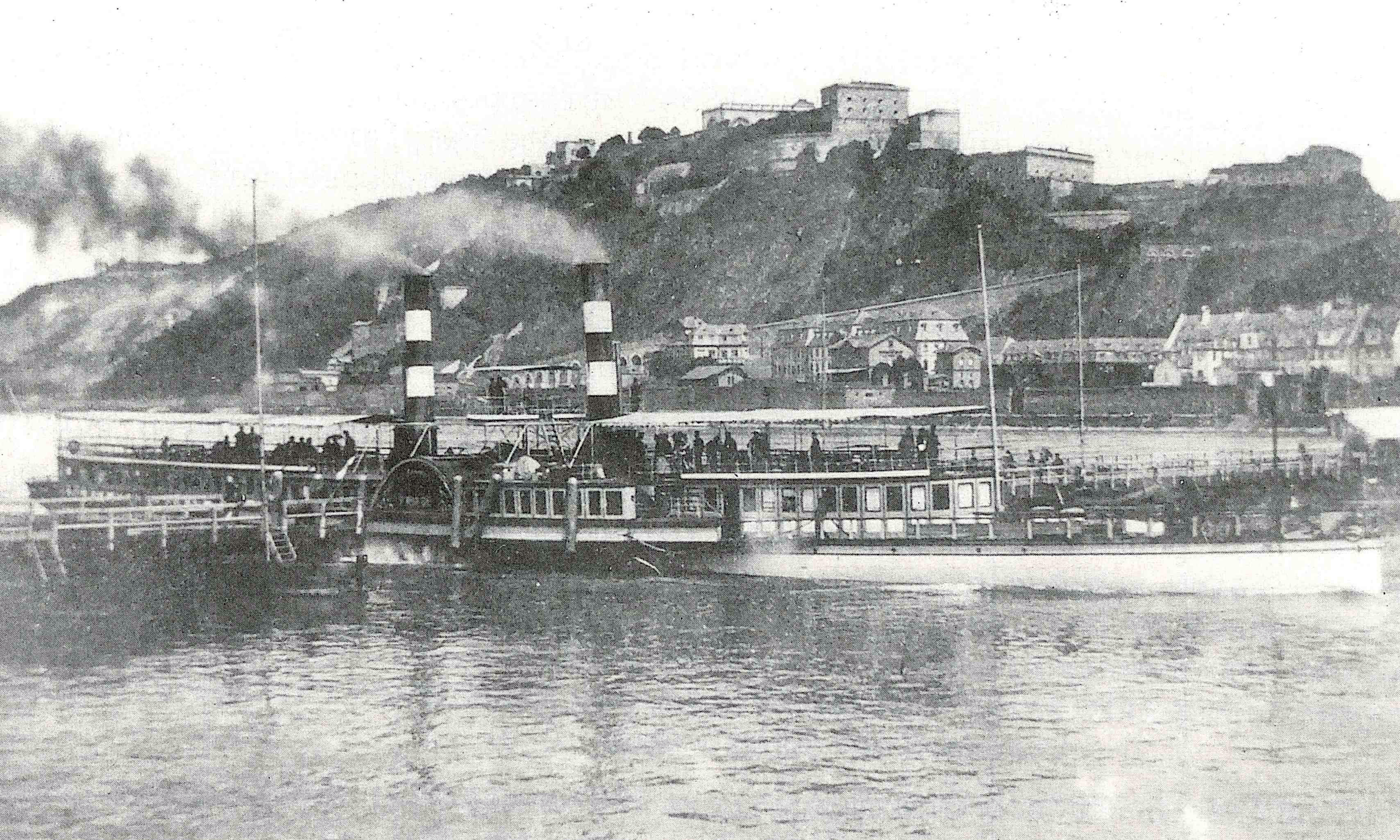
Schnelldampfer Friede in Koblenz

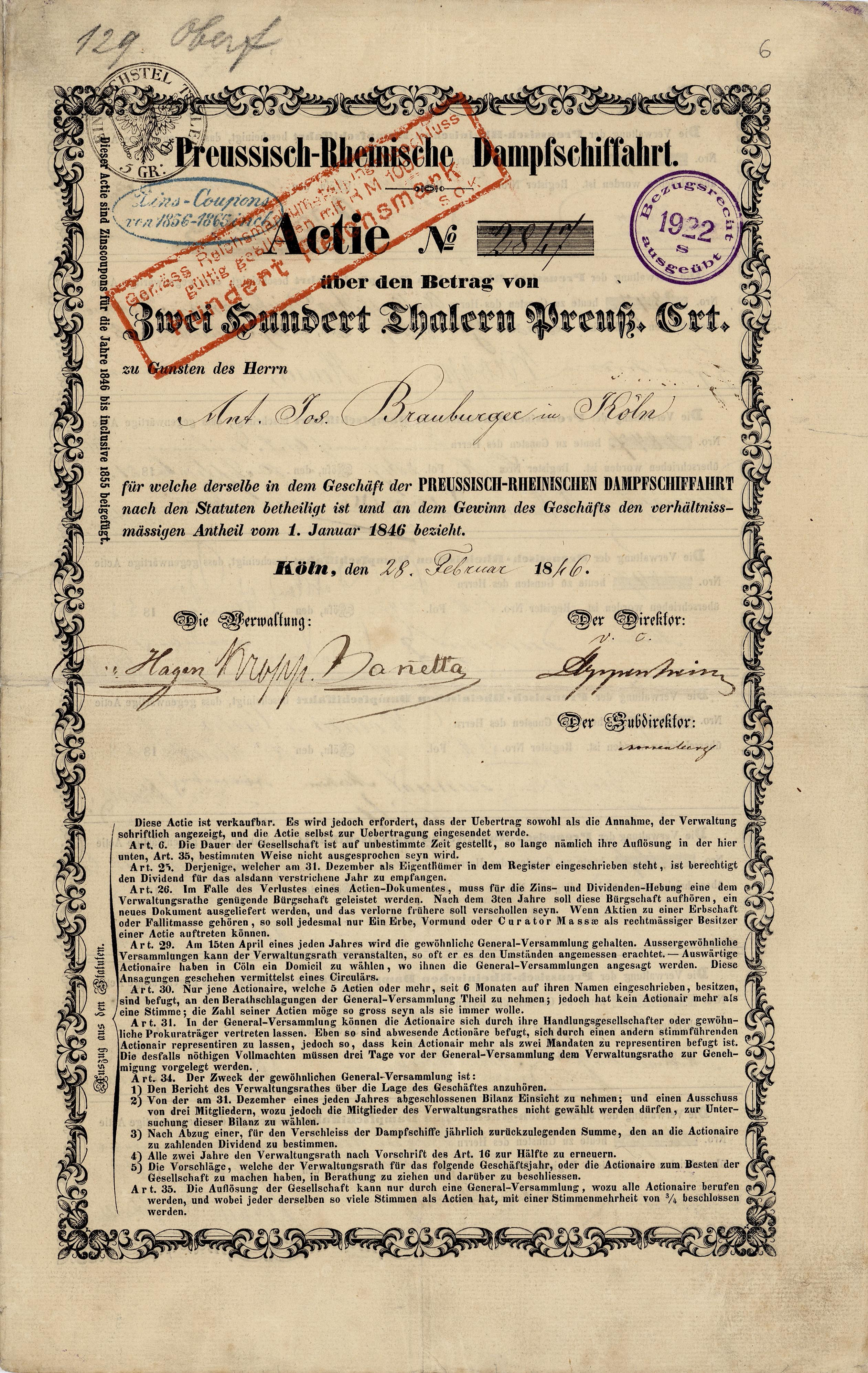
Namensaktie über 200 Thaler der Preußisch-Rheinische Dampfschiffahrt-Gesellschaft vom 28. Februar 1846

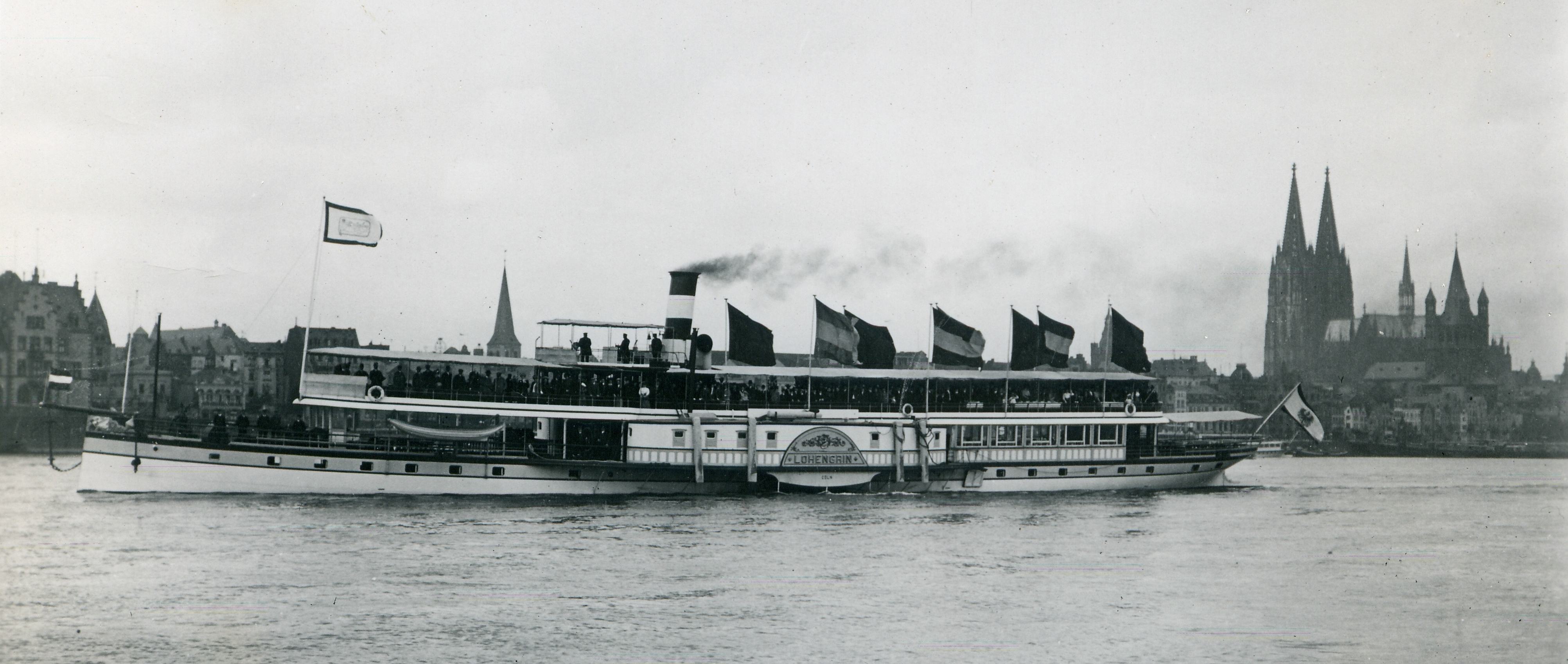
Rheindampferfahrt auf der Lohengrin zum 200-jährigen Firmenjubiläum von Johann Maria Farina gegenüber dem Jülichs-Platz im Juli 1909

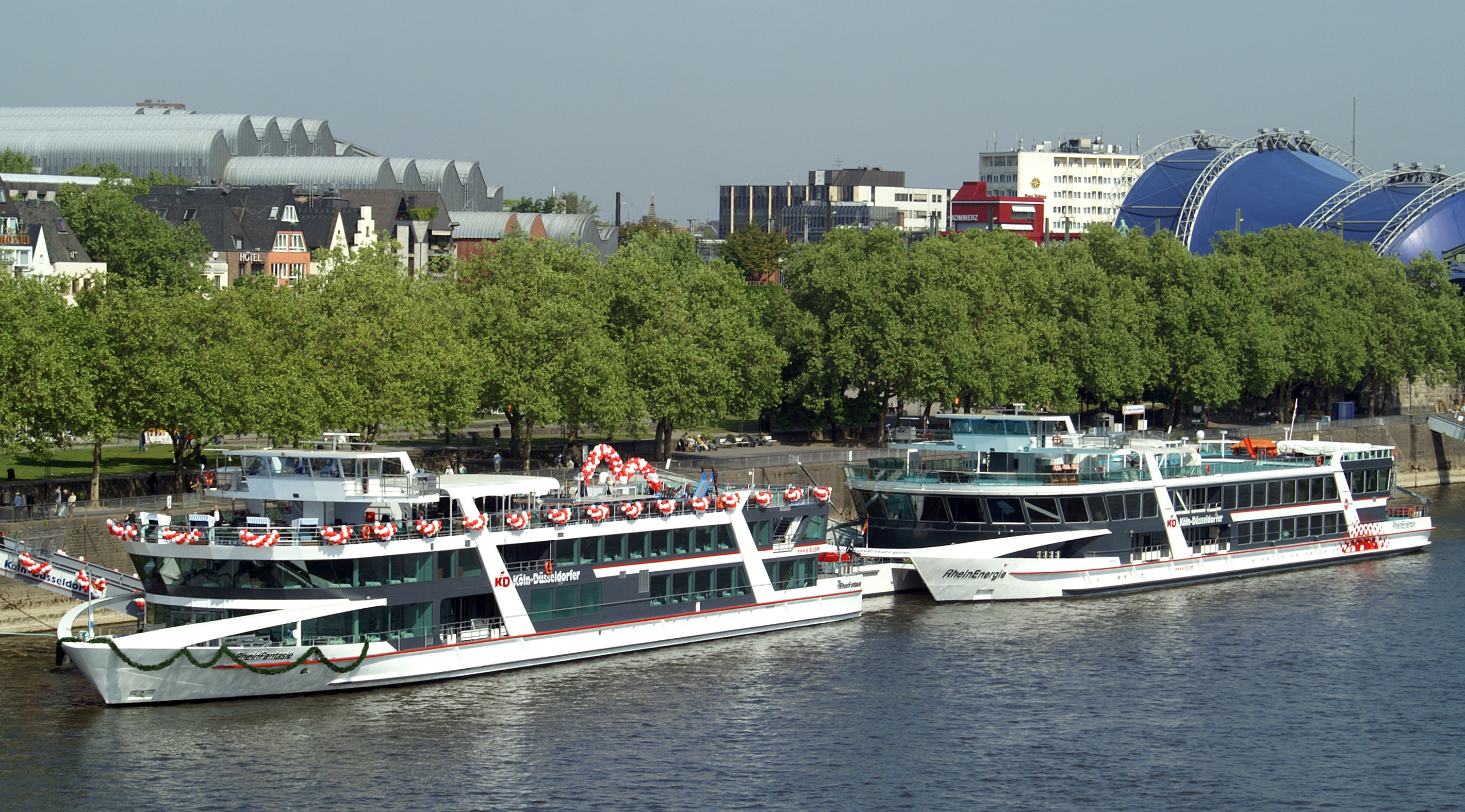
Die beiden Multifunktionsschiffe RheinFantasie und RheinEnergie am 5. Mai 2011 in Köln

Unter Einfluss des Wettbewerbs mit der deutlich schnelleren Eisenbahn stagnierten die Fahrgastzahlen im Jahresdurchschnitt von 1861 bis 1899 bei rund einer Million, der Gütertransport hingegen verlor ständig an Bedeutung. Zu Zeiten der fortschreitenden Industrialisierung stieg der Bedarf an Erholungsfahrten auf dem Rhein, sodass 1867 mit den Schnelldampfschiffen Humboldt und Friede die beiden ersten reinen Fahrgastschiffe in Dienst gestellt wurden. Ab 1885 stellten die Reedereien jedes Jahr wechselweise ein Schiff in Dienst, sodass die Flotte bis 1914 auf 32 Schiffe vergrößert wurde. Die Fahrgastzahlen stiegen von der Jahrhundertwende bis 1913 auf über 1,9 Millionen jährlich. Am 4. August 1913 stellte die PRDG mit der Goethe den letzten Glattdeckdampfer für den kombinierten Güter- und Personenverkehr in Dienst.
Infolge von Brennstoff- und Personalmangel musste der Linienbetrieb während des Ersten Weltkriegs eingeschränkt werden. Einige Schiffe, beispielsweise die Kronprinzessin Cecilie, wurden zu Lazarettschiffen umgebaut, diese konnten bis zu 500 Verwundete transportieren. Nach Kriegsende verboten die Französischen Alliierten den Personentransport auf dem Rhein bis zum Sommer 1919. Einige Schiffe waren als Truppentransporter eingesetzt, zusätzlich enteignete die Marine National Flottille de Rhin die Dampfer Loreley, Parcival und Rheinstein und baute sie zu Flusskanonenbooten um. Aufgrund eines Eisenbahnerstreiks übernahm die Köln-Düsseldorfer vom 11. März bis 17. Dezember 1923 die Postbeförderung auf dem Rhein zwischen Ludwigshafen und Xanten.
Am 2. Januar 1925 gründeten die PRDG und die DGNM die Köln-Düsseldorfer Rheinschiffahrts GmbH. In dieser Gesellschaft wurde die Verwaltung von beiden Reedereien zusammengeführt, auch wurde damit eine juristische Person geschaffen, auf die sich gemeinsamer Schiffs- oder anderer Besitz übertragen ließ. Die Kölner Betriebsstätte übernahm die logistischen Aufgaben, die kaufmännische Betreuung übernahm die Düsseldorfer Verwaltung. Die GmbH übernahm drei Schiffe der Muttergesellschaften, von denen zwei aber innerhalb desselben Jahres wieder verkauft wurden.
Durch den Konjunkturaufschwung in den „Goldenen Zwanzigern“ stieg der Bedarf an luxuriös ausgestatteten Fahrgastschiffen, so dass die Gesellschaften mehrere für den kombinierten Verkehr vorgesehenen Schiffe zu reinen Fahrgastschiffen umbauten. 1926 folgten mit den Raddampfern Rheinland und Vaterland die ersten beiden Neubauten nach dem Ersten Weltkrieg. Im gleichen Jahr beauftragten die Gesellschaften in einem Gemeinschaftsprojekt bei der Schiffswerft Christof Ruthof das erste von Dieselmotoren angetriebene Motorschiff – die Freiherr von Stein, die ab Mai 1927 eingesetzt werden konnte.
Am 30. April 1928 wurde die Nederlandsche Stoomboot Reederij (NSR) mit zehn Dampfschiffen in die Betriebsgemeinschaft aufgenommen. Durch diese Partnerschaft wurde für das Jahr 1928 mit 2,649 Millionen beförderten Passagieren ein neuer Fahrgastrekord verzeichnet. Die NSR übernahm ab 1929 die letzten vier nicht umgebauten Kombischiffe und übernahm den kompletten Gütertransport der Köln-Düsseldorfer. Im gleichen Jahr stellte die DGNM mit der Mainz den letzten für die KD gebauten Schaufelraddampfer in Dienst. Durch die Weltwirtschaftskrise fielen die Passagierzahlen bis 1933 um über 20 %, die Güterbeförderung sank um 50 %. Erst durch Fahrten für die Organisation Kraft durch Freude und andere NS-Massenorganisationen konnte diesem Abwärtstrend entgegengewirkt werden.
Im Zweiten Weltkrieg verlor die KD ihre Flotte fast vollständig; nur die Mainz blieb als einziges von 22 Schiffen aus der Vorkriegszeit fahrfähig erhalten.
Am 19. Mai 1946 wurde der Personenverkehr zwischen Köln und Königswinter mit zwei Schiffen wieder aufgenommen. Bis 1953 wurden 18 Schiffe instand gesetzt, darunter vierzehn Raddampfer. Am 16. Mai 1967 wurde aus der PRDG durch Verschmelzung mit der DGNM die Köln-Düsseldorfer Deutsche Rheinschiffahrt Aktiengesellschaft. Im weiteren Verlauf hatte die Gesellschaft durch Konkurrenz preiswerter Auslandsreisen sowie einer Vielzahl von Freizeitparks, den Rückgang des Rheintourismus und die Zunahme der Automobilreisen mit sinkenden Fahrgastzahlen zu kämpfen und machte Verluste.
Sie bot zwischen 1960 und 1995 auch Rheinkreuzfahrten an. Europa war das erste jemals gebaute Flusskreuzfahrtschiff, weitere Schiffe folgten.
Im Dezember 1993 wurde das verlustträchtige Unternehmen von den Gesellschaftern Stadtsparkasse Düsseldorf, Bankhaus Sal. Oppenheim jr. & Cie. und Henkell & Co. an die WestLB AG verkauft. Danach hatte die WestLB umfangreiche Sanierungsmaßnahmen an der teilweise veralteten Flotte (z. B. die originalgetreue, aufwändige Restaurierung der Goethe, die am 26. August 1996 wieder in Dienst gestellt wurde) unternommen und die KD – nach einer Aufspaltung in das Flusskreuzfahrtgeschäft und das Tagesausflugsgeschäft – im Januar 2000 an Viking River Cruises (übernahmen das Flusskreuzfahrtgeschäft) und Premicon (Tagesausflugsgeschäft) veräußert. Beiden ist es gelungen, ihre Beteiligungen in die Gewinnzone zu bringen und erfolgreich am Markt zu präsentieren.

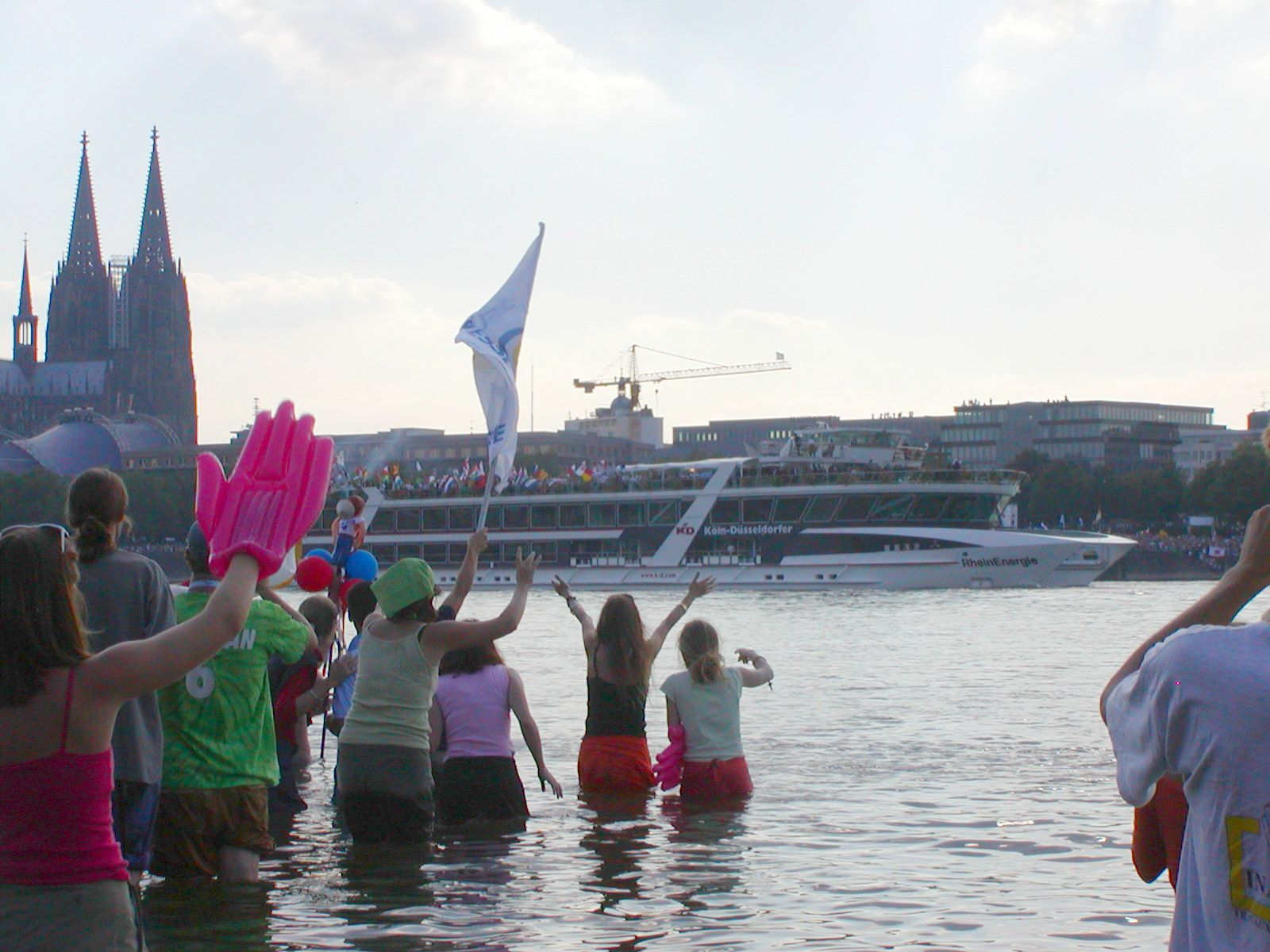
Noch als Rheinenergie mit Benedikt XVI. am 18. August während des Weltjugendtags 2005

Zu der Münchener Beteiligungs-GmbH Premicon gehörend setzte das Unternehmen verstärkt auf eine Rolle als „Schifffahrtsveranstaltungsunternehmen“. Mit dem Angebot von saisonalen Events an Bord der Schiffe wurden neue Akzente gegenüber dem reinen Ausflugsverkehr gesetzt. Schiffe wie der moderne Katamaran Rheinenergie, der größte Veranstaltungskatamaran Europas, mit seinem Atrium samt von zwei Ebenen aus einsehbarer 35 m² Bühne, begünstigten Aktivitäten im Event-Geschäftsfeld. Im Rahmen des Weltjugendtags 2005 nutzte Papst Benedikt XVI. dieses Schiff zur Pilgerfahrt auf dem Rhein.
Heute ist die KD ganzjährig im Einsatz. Die klassischen Linienfahrten auf dem Rhein finden von Ostern bis Ende Oktober statt. Dabei bedient die KD den Rheinabschnitt von Köln bis Linz (Siebengebirge) sowie das UNESCO-Welterbe Mittelrhein zwischen Koblenz und Mainz mit täglich bis zu 400 Abfahrten. In den Städten Köln, Düsseldorf, Frankfurt und Cochem bietet die KD täglich mehrfach Panorama-Rundfahrten an. Ein großes Adventsprogramm an Bord der KD findet in den Rheinmetropolen Köln, Düsseldorf und Mainz statt. Sogar im Winter gibt es inzwischen Linienfahrten entlang der Loreley. Ein weiteres wichtiges Geschäftsfeld bildet die Vercharterung von Schiffen.
Am 6. Juni 2008 erteilte die KD den Auftrag zum Umbau des Raddampfers Goethe auf Dieselantrieb nach Abschluss der Saison. So endete am 5. Oktober 2008 die Geschichte der Dampfschifffahrt auf dem deutschen Teil des Rheins. Auf Antrag der KD wurde die ausgebaute Dampfmaschine im Einvernehmen mit der Rheinischen Denkmalbehörde und der Denkmalbehörde der Stadt Köln unter Denkmalschutz gestellt. Die 1913 von den Gebrüder Sachsenberg-Werken in Roßlau erbaute Zwei-Zylinder-Verbund-Heißdampfmaschine wurde dokumentiert ausgebaut und danach dem Kölner Stadtmuseum als Ausstellungsleihgabe zur Verfügung gestellt.
Zum 1. Januar 2009 gründete die KD in Luxemburg eine 100-prozentige Tochtergesellschaft mit Sitz in Luxemburg. Ziel der Expansion ist der weitere Ausbau des internationalen Geschäfts durch die Verlagerung der operativen Steuerung der Schiffe nach Luxemburg. Die zehn KD-eigenen Ausflugsschiffe mit ihren Besatzungen wechselten zur Tochtergesellschaft KD-Europe nach Luxemburg. Die Schiffe sind seit Januar in Valletta als Heimathafen registriert und fahren unter der Flagge von Malta, wie bereits die Flotte der Premicon-Gruppe als Hauptaktionär.
Deshalb führen die Schiffe am Heck die maltesische Flagge, fahren aber in der Praxis teilweise auch ohne diese Beflaggung.
Die Kreuzfahrtschiffe werden über die Niederlassung KD Cruise Services Ltd. Zypern betreut.
Im Jahr 2010 wurde in Bremen die KD-Bereederung GmbH als 100-%-Tochter der Köln-Düsseldorfer AG gegründet. Die KD-Bereederungs GmbH betreute nautisch und technisch das See-Kreuzfahrtschiff Astor der Transocean Kreuzfahrten GmbH. Diese Gesellschaft wurde am 1. April 2013 an die griechische Global Maritime Group verkauft.
Im Juli 2010 wurde auf der Werft De Hoop Niederlande für 9,3 Millionen Euro ein neues, 1000 Personen fassendes, multifunktionales Passagierschiff bestellt. Der Stapellauf erfolgte am 27. März 2011, die Auslieferung an die Reederei am 27. April. Am 5. Mai wurde der Schiffsneubau in Köln auf den Namen RheinFantasie getauft.
Am 31. August 2016 haben die Premicon Beteiligungs GmbH sowie Premicon nahestehende Aktionäre einen Vertrag über den Verkauf ihrer Beteiligung in Höhe von 76,94 % bzw. von 20,38 % (insgesamt 97,32 %) des Grundkapitals an der Köln-Düsseldorfer Deutsche Rheinschiffahrt AG (KD) an die KD River Invest GmbH, ein Tochterunternehmen der River Advice AG, Basel, geschlossen. Die Übertragung der Aktien auf die KD River Invest GmbH erfolgte zum 30. September 2016.
Nachdem die River-Advice-Gruppe insgesamt 97,32 % der KD-Aktien erworben hatte, leitete sie im Dezember 2016 ein Squeeze-Out-Verfahren ein, um alleiniger Aktionär der Gesellschaft zu werden. Der Ausschluss der freien Aktionäre wurde zum 31. Juli 2017 wirksam; damit endete auch die Börsennotierung der Aktie.
Im April 2022 wurde Eventschiff RheinGalaxie mit gehobener Ausstattung in Dienst gestellt. Das Schiff wird vorzugsweise im Raum Düsseldorf für Charterfahrten eingesetzt.
Gemeinsam mit den RheinWerken ist die Köln-Düsseldorfer Deutsche Rheinschiffahrt inzwischen Vorreiter in Sachen Landstromversorgung. Am Burgplatz in Düsseldorf ist 2021 ein weiterer elektrifizierter Steiger in Betrieb genommen worden.
Im Winter 2022/2023 hat die KD nach ihrem Ausstieg aus dem Flusskreuzfahrtschiff-Geschäft erstmals wieder Kurzkreuzfahrten auf dem gecharterten Schiff MS Swiss Crystal angeboten. Im Winter 2023/2024 gab es neben den im Vorjahr eingeführten Partykreuzfahrten nach Amsterdam weitere Kurzkreuzfahrten über Silvester sowie auf dem Mittelrhein und in Köln. Seit April 2024 gehört das Premium-Hotelschiff KD Moment zur Flotte, auf dem Eventkreuzfahrten auf dem Rhein vornehmlich am Wochenende auch während der Hauptsaison angeboten werden.
Seit April 2023 ist Nina Luig (Vertrieb, Operations, Marketing und Kommunikation) neues Mitglied der Geschäftsführung neben Thomas Günther und Jelle van der Steeg. Im Zuge des laufenden Re-Branding-Prozesses bekam die KD 2024 ein neues Logo und mehrere Schiffe wurden umbenannt (RheinEnergie wurde zu RheinMagie, Loreley wurde zu RheinVision, Jan von Werth wurde zu RheinHarmonie).

## Schiffe

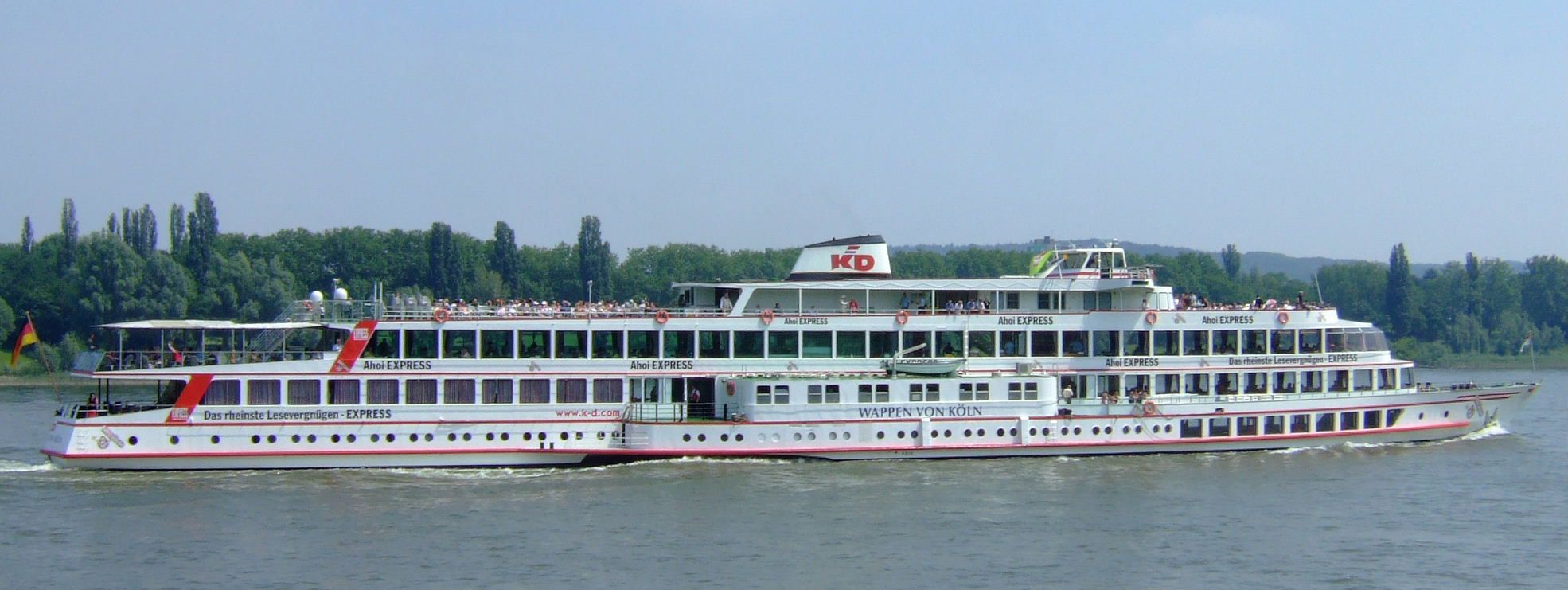
Wappen von Köln (2006)

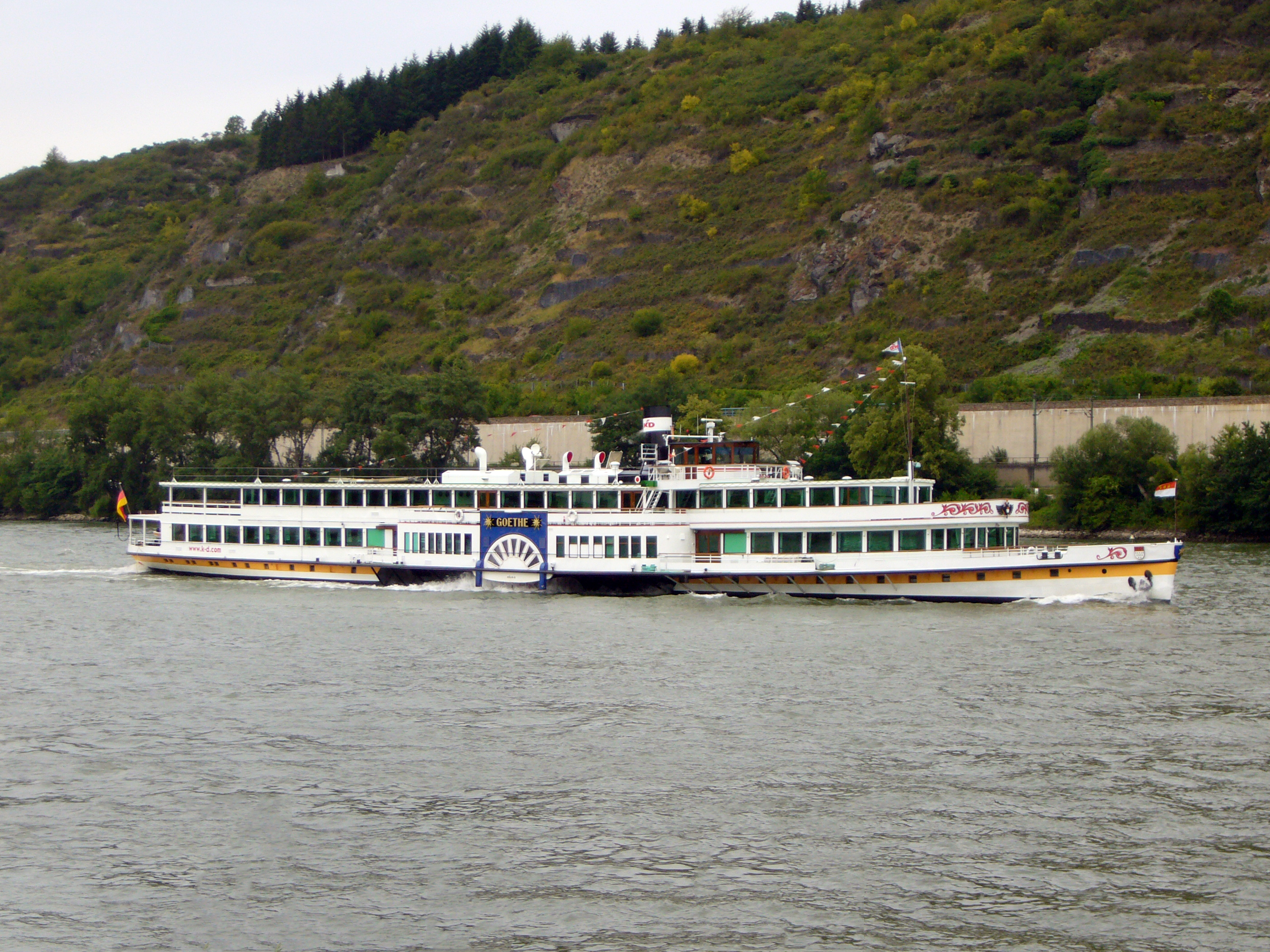
Raddampfer Goethe (2007)

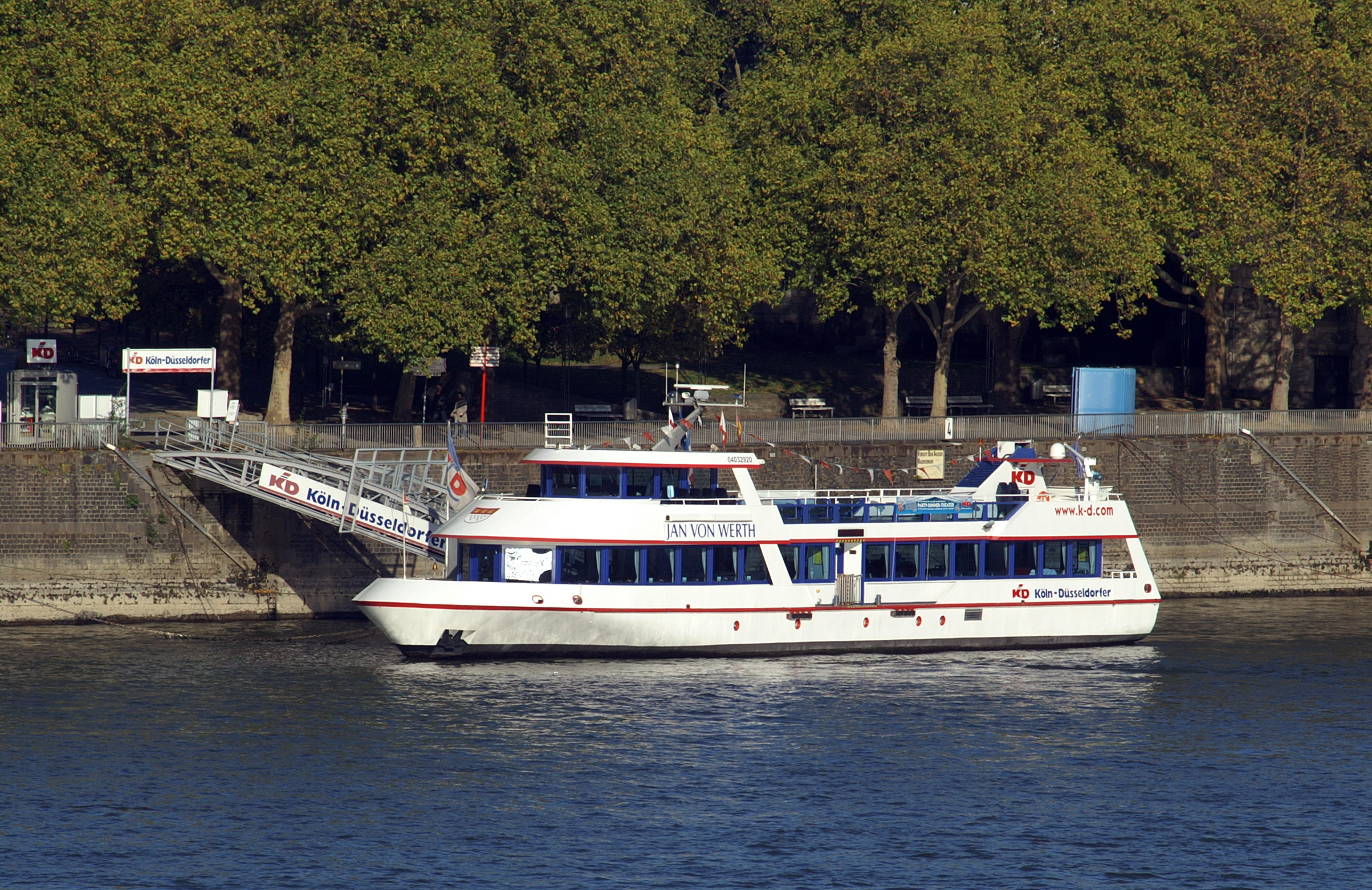
Jan von Werth in Köln (2010)

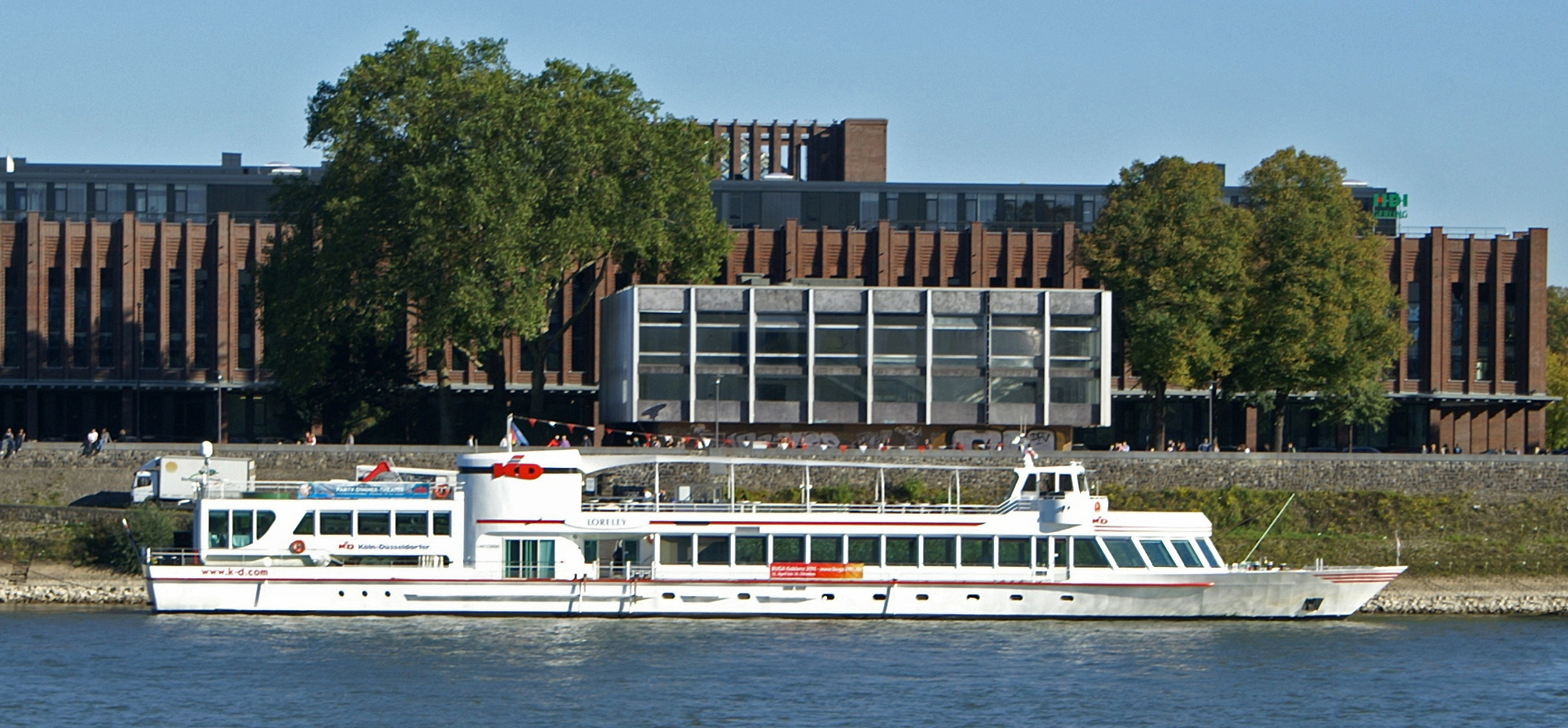
Loreley in Köln-Deutz

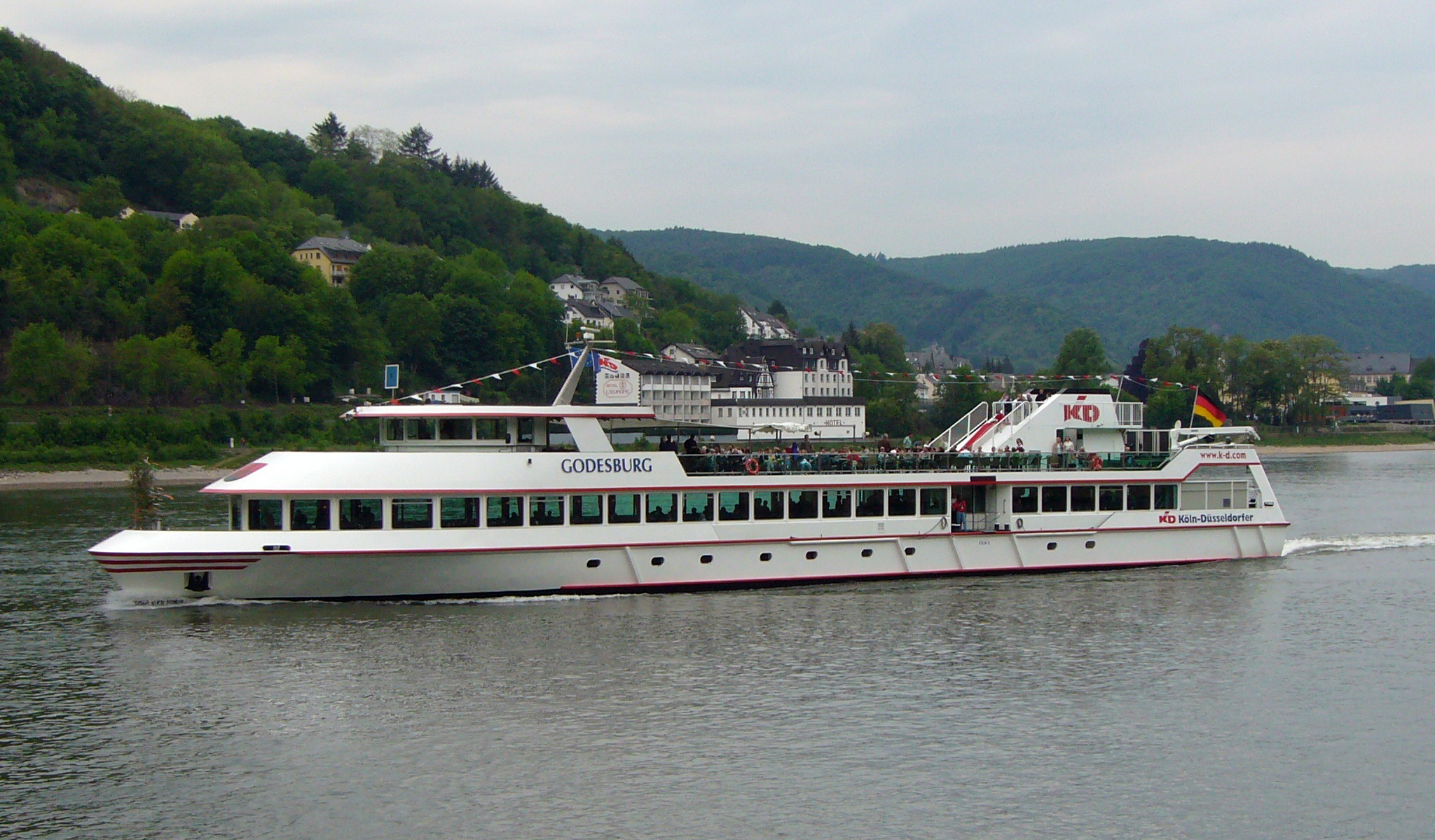
Godesburg (2007)

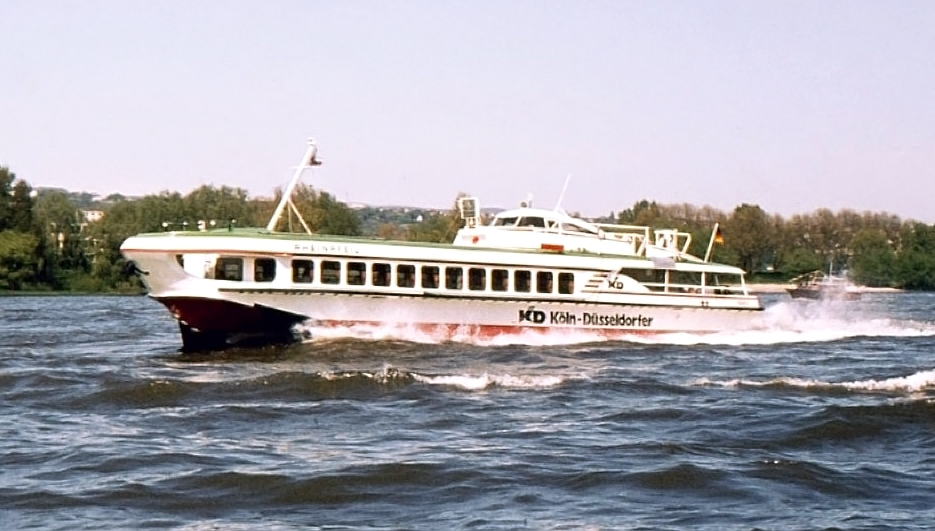
Tragflügelboot Rheinpfeil (1986)

- RheinGalaxie (ab 2020): das  neueste Eventschiff der Flotte mit gehobener Ausstattung, Kapazität 1000 Personen, Länge: 85 Meter, Breite: 14 Meter
  - Sonderveranstaltungen: Event-, Party- und Gourmetfahrten, vorzugsweise in Düsseldorf
  - Panoramafahrten in Düsseldorf
  - Charterfahrten: besonders zwischen Düsseldorf und Köln
- RheinMagie, ex. RheinEnergie (seit 2004): das größte Eventschiff auf europäischen Binnengewässern, Kapazität 1650 Personen, 6 Meter Raumhöhe, 35 m² große Bühne
  - Panoramafahrten und Abendfahrten in Köln
  - Sonderveranstaltungen: im Bereich Köln
  - Charterfahrten: zwischen Bad Godesberg und Düsseldorf, in den Bereichen Koblenz, Mainz und Wiesbaden-Biebrich
- RheinFantasie (seit 5. Mai 2011): Kapazität 1000 Personen, 6 Meter Raumhöhe, 35 m² große Bühne
  - Planfahrten: zwischen Köln und Linz, Panoramafahrten und Abendfahrten in Köln
  - Sonderveranstaltungen: im Bereich Köln
  - Charterfahrten: zwischen Bad Godesberg und Düsseldorf, in den Bereichen Koblenz, Mainz und Wiesbaden-Biebrich
- Stolzenfels (seit 1979)
  - Derzeit nicht im Einsatz
- RheinHarmonie (ex. Jan von Werth) (seit 1992)[21]
  - Planfahrten: Abendfahrten in Köln, Panoramafahrten in Köln
  - Charterfahrten: in den Bereichen Bonn und Düsseldorf, zwischen Wesseling und Zons
- RheinVision (seit 1996), ex. Loreley
  - Planfahrten: zwischen Köln und Linz
  - Sonderveranstaltungen: zwischen Düsseldorf und Linz
  - Charterfahrten: in den Bereichen Köln und Düsseldorf
- Asbach (seit 1996, Indienststellung als Marksburg, Schwesterschiff der Loreley)
  - Planfahrten: zwischen Koblenz und Rüdesheim
  - Sonderveranstaltungen: Abendfahrten in Koblenz
  - Charterfahrten: zwischen Koblenz und Mainz
- Goethe (Schaufelradschiff, gebaut 1913, im Zweiten Weltkrieg durch Bombentreffer versenkt, später gehoben und reaktiviert, Umbau auf Ölfeuerung und verschiedene Umrüstungen, kurzzeitig außer Dienst in den 1990er Jahren, 1996 erneut restauriert und wieder im aktiven Dienst, war der letzte betriebsfähige Schaufelraddampfer auf dem deutschen Rhein, wurde 2008/2009 auf Dieselantrieb umgebaut). Das Schiff feierte 2023 seinen 110. Geburtstag und hat für 250.00 Euro ein neues Dach bekommen.
  - Planfahrten: zwischen Koblenz und Rüdesheim
- Godesburg (seit 1994)
  - Planfahrten: zwischen St. Goarshausen und Mainz
  - Charterfahrten: zwischen Koblenz und Mainz
- Boppard (seit 2004, Design ähnlich Warsteiner, Bauwerft ÖSWAG Linz (A); 1996–2001 als Ostarrichi im Einsatz bei der Donauschifffahrt)
  - Planfahrten: zwischen Koblenz und Mainz
  - Sonderveranstaltungen: Fahrten zum „Rhein in Flammen“
  - Charterfahrten: zwischen Bingen am Rhein und Mainz, im Bereich Sankt Goar
- Palladium (seit 2009): in Frankfurt am Main im Einsatz als Rundfahrt- und Partyschiff. (Das Schiff wurde 2006 neu aufgebaut.)
  - Planfahrten: Panoramafahrten in Frankfurt
  - Sonderveranstaltungen: Partyschiff in Frankfurt
  - Charterfahrten: im Bereich Frankfurt, Abendfahrten in Frankfurt
- Moselprinz (seit 2019)[22]
  - Planfahrten: Rundfahrten in Cochem an der Mosel
  - Sonderveranstaltungen: Feuerwerksfahrt in Cochem
  - Charterfahrten: im Bereich Cochem
- RheinPoese (seit 2018)
  - Planfahrten: Panoramafahrten in Düsseldorf
  - Sonderveranstaltungen: Rhein in Flammen, Eventfahrten
  - Charterfahrten: im Bereich Düsseldorf

- - RheinKrone (seit 2019)[23]
  - Planfahrten: Rundfahrten zwischen Boppard und St. Goarshausen, um den legendären Loreley-Felsen.
  - Sonderfahrten: Rhein in Flammen
  - Charterfahrten: am Mittelrhein
- KD Moment (ex. Royal Emerald)
  - Die KD Moment gehört seit April 2024 zur KD-Flotte und ist seit Verkauf des Flusskreuzfahrtbereichs im Jahr 2000 wieder das erste eigene Hotelschiff der KD. Sie wurde 2008 gebaut, 2022 umfangreich modernisiert und wird primär auf dem Rhein eingesetzt.

Die KD betrieb auch die einzigen Tragflügelboote auf dem Rhein, den Rheinpfeil (1972–1997) und den RheinJet (1997–2000).
Mehrere Schiffe werden als Werbefläche vermietet (RheinFantasie: Express Ü30-Party). Einigen Partnern wurde der komplette Name gewidmet (Warsteiner, RheinEnergie, Asbach, BUGA Koblenz 2011).

## Unternehmensdaten
Die KD wird von den Geschäftsführern Thomas Günther und Nina Luig geführt.
2018 machte die KD einen Gewinn nach Steuern von rund 900.000 Euro und baute das Geschäft nach dem Erwerb und Umbau der RheinPoesie in Düsseldorf weiter aus. Zum Jahresende kaufte die KD das Bopparder Traditionsunternehmen Hebel-Linie mit dem Schiff Rheinkrone. Die Rheinkrone wurde zunächst als zweites KD-Schiff in Düsseldorf eingesetzt, um den Standort weiter zu stärken. So errichtete die KD in der Landeshauptstadt bereits zwei neue Landebrücken, eine weitere folgte im Frühjahr 2019. Ab Frühjahr 2019 wurde ein weiteres modernes 1.000-Personen-Eventschiff, die RheinGalaxie, gebaut, welches seit Mai 2020 in Düsseldorf eingesetzt wird. Das Ausflugsschiff Jan von Werth wurde über den Winter 2018/2019 komplett modernisiert. Nach der Übernahme der Köln-Düsseldorfer Deutsche Rheinschiffahrt AG (KD) durch die KD River Invest GmbH entschied sich die KD zum Jahreswechsel 2018/2019, das Unternehmen zukünftig als GmbH weiter zu führen.
Um ihren Bedarf für Instandhaltungen und Verschönerungsarbeiten über den Winter zu decken, gab die KD Ende 2013 erstmals Genussrechte aus. Mit einem Volumen von 1,5 Mio. Euro macht die bankenunabhängige Finanzierung die Hälfte des benötigten Kreditvolumens aus.
Die Unternehmenstochter KD Bereederung, die im Juni 2010 gegründet und mit der Bereederung des Kreuzfahrtschiffs Astor beauftragt wurde, wurde im Februar 2013 durch die Global Maritime Group übernommen. Als Grund wurde die geringe Chance genannt, neben der Astor in Zukunft noch weitere Schiffe bereedern zu können. Gleichzeitig wurde mit diesem Schritt auch die Vercharterung des Hochseekreuzfahrtschiffes in Sommer- und Winterreisen getrennt, sodass neben Transocean noch ein weiterer Anbieter Reisen auf dem Schiff anbieten konnte. Laut Prospekt war ursprünglich eine Charter durch Transocean durchgehend für 2010 bis 2018 geplant.

### Unternehmenstochter KD Cruise Services Ltd., Zypern

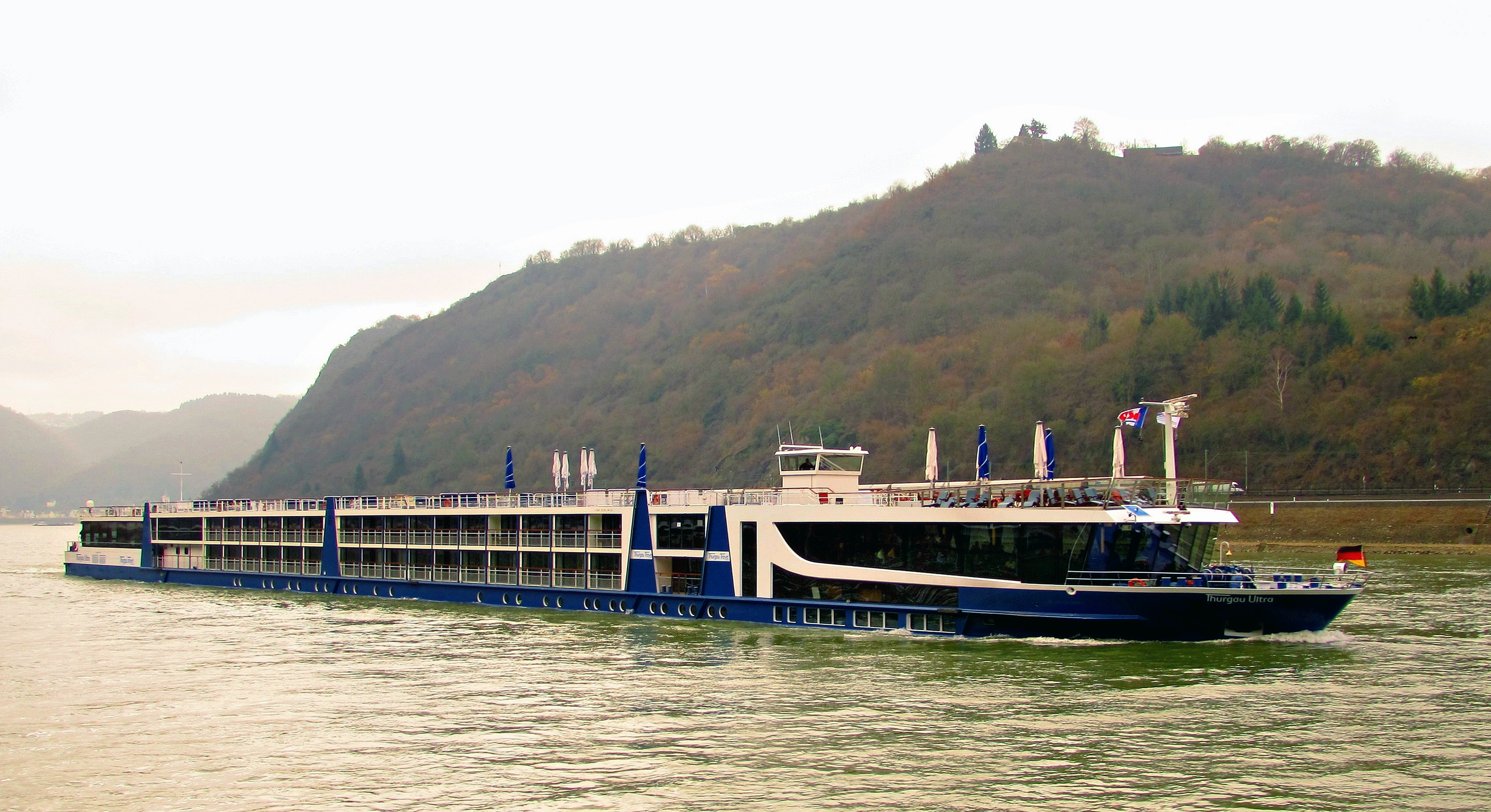
TwinCruiser Thurgau Ultra

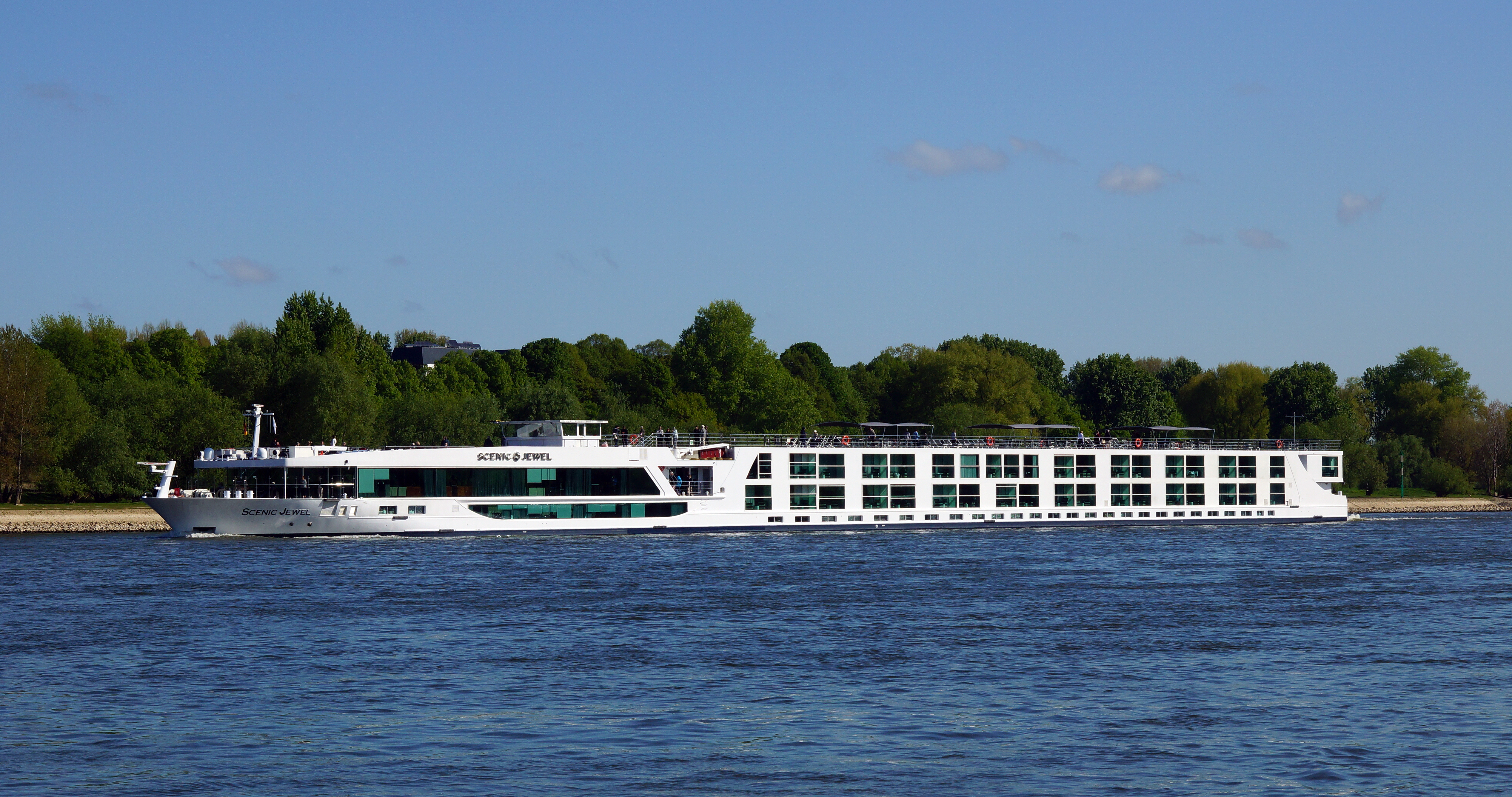
Scenic Jewel

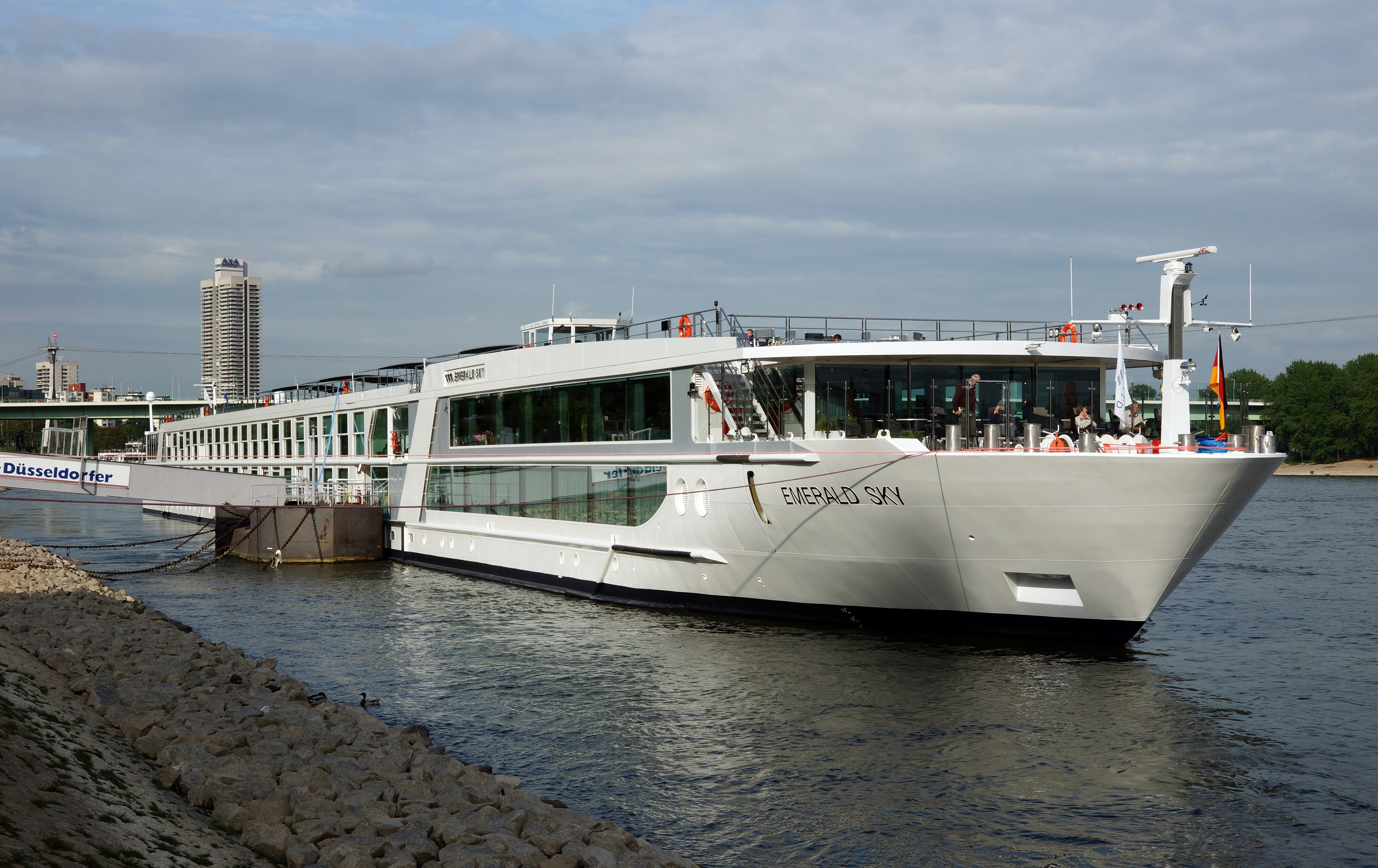
Emerald Sky

Die KD Cruise Services Ltd. wurde als KD Branch Office Limassol Ltd. Ende 2006 gegründet. Der Firmenname wechselte mit der Wirkung vom 1. Januar 2010. Die Köln-Düsseldorfer Deutsche Rheinschiffahrt AG wurde als nautisch-technischer Betreuer der Premicon-Flusskreuzfahrtschiffe beauftragt. Zum 1. Januar 2008 wurde die Geschäftsführung der Schiffsfonds der Premicon AG (Flusskreuzfahrtschiffe mit Zeitchartervertrag) nach Zypern verlegt.
Hauptaufgabe von KD Cruise Services Ltd. war, von Zypern aus die Schiffe der Premicon-Flusskreuzfahrtflotte zu bereedern. Zuvor wurde diese Aufgabe von Deutschland aus geführt. Zusätzlich wurden auch die Schiffe der australischen Reiseveranstalter Scenic Tours und Emerald Waterways bereedert. In Limassol arbeiteten über zehn Beschäftigte, weitere in Büros zur technischen Betreuung waren in Köln, Passau und Budapest sowie rund 250 Arbeitsplätze im nautisch-technischen Bereich auf den Schiffen. Die Geschäftsführung des Unternehmens übernahmen Michael Knauer (kaufmännisch, 2006–2012) und der Prokurist der KD, Wolfgang Behrend (operativ). Zum 1. Januar 2013 ist die kaufmännische Geschäftsführung an Alexandros Agathokleous übergegangen.
- Die bereederten Schiffe waren: Allegra I, Bellefleur, Bellejour, Belvedere, Bijou, Bolero, DCS Amethyst, Emerald Sky, Emerald Star, Flamenco, Maribelle, Maxima I, Melodia, Scenic Crystal, Scenic Diamond, Scenic Emerald, Scenic Gem, Scenic Jade, Scenic Jasper, Scenic Opal, Scenic Pearl, Scenic Ruby, Scenic Sapphire, Select Explorer, Sonata, Thurgau Silence, Thurgau Ultra, Travelmarvel Diamond, Travelmarvel Jewel, Travelmarvel Sapphire, Viking Pride, Viking Spirit und Viktoria[25]

### Unternehmenstochter KD Europe S.à r.l., Luxemburg
Die KD Europe S.à r.l. in Luxemburg wurde im Dezember 2008 zum Zweck einer besseren europäischen Ausrichtung als hundertprozentiges Tochterunternehmen der Köln-Düsseldorfer gegründet. Alle Ausflugschiffe, bis auf die zu diesem Zeitpunkt bereits ausgemusterte und zum Verkauf stehende Wappen von Mainz, wurden von der Köln-Düsseldorfer an das Tochterunternehmen verkauft. Zusätzlich übernahm die KD Europe das gesamte nautische und gastronomische Personal der Muttergesellschaft (80 Beschäftigte).
Die Schiffe registrierte das neugegründete Unternehmen im Januar 2009 in Malta. Geschäftsführer ist Markus Schwartz.

## Vertrieb
Die KD wird von 43 freiberuflichen Verkaufsagenturen entlang der Fahrtstrecke unterstützt. Diese Agenturen arbeiten auf Provisionsbasis und verkaufen ausschließlich die Tickets für alle Fahrten der Köln-Düsseldorfer. Jede Agentur muss eine Stunde vor Abfahrt der Schiffe besetzt sein. Das Gebäude der KD-Agentur Köln wurde im Zuge der Umgestaltung der Rheinuferpromenade 2023 abgerissen. Die KD betreibt zusammen mit KölnTourist und Dampfschiffahrt Colonia auf Höhe der Landebrücke 8 unterhalb der Hohenzollernbrücke einen gemeinsamen Ticketverkauf. Im November 2023 eröffnete in der Frankenwerft 15 ein neues Ticket Office. Die KD betreibt einen Onlineshop.